# 大均乡
大均乡，是中华人民共和国浙江省丽水市景宁畲族自治县下辖的一个乡镇级行政单位。

## 行政区划
大均乡下辖以下地区：
大均村、泉坑村、垟坑村、三格村、新庄村、李宝村、梅山村、大赤坑村和伏叶村。

## 图集

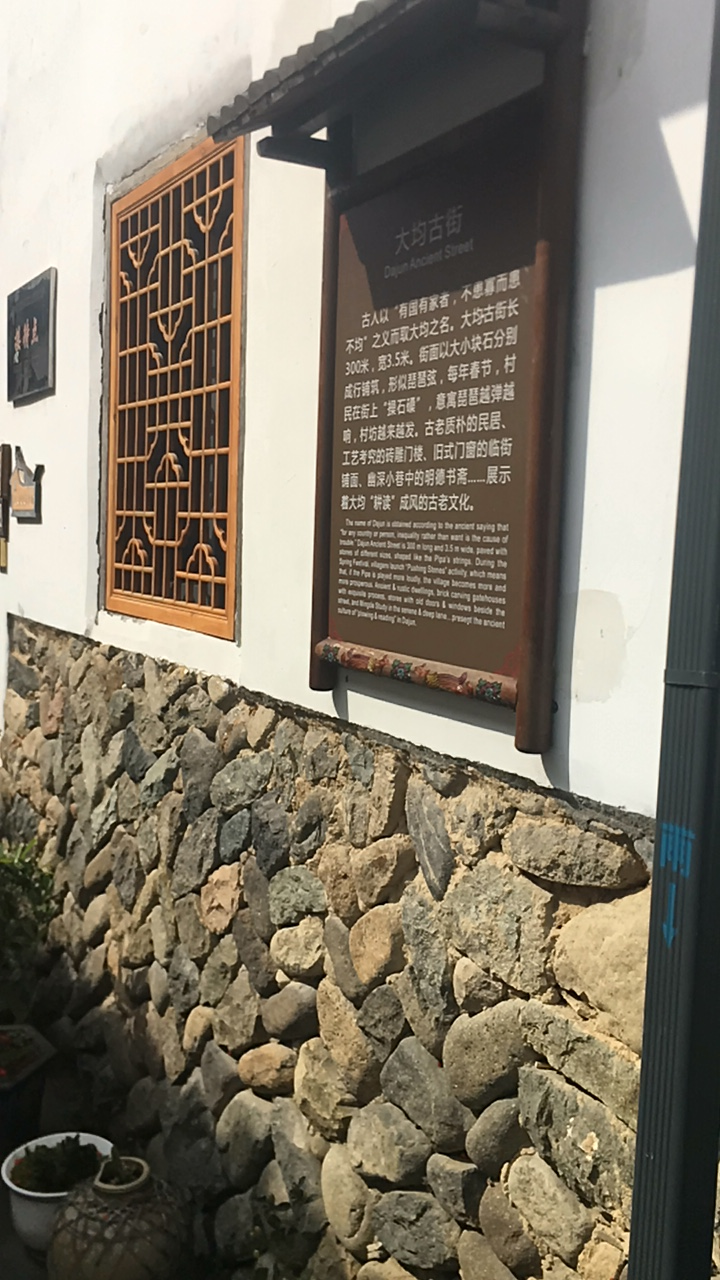
大钧古街

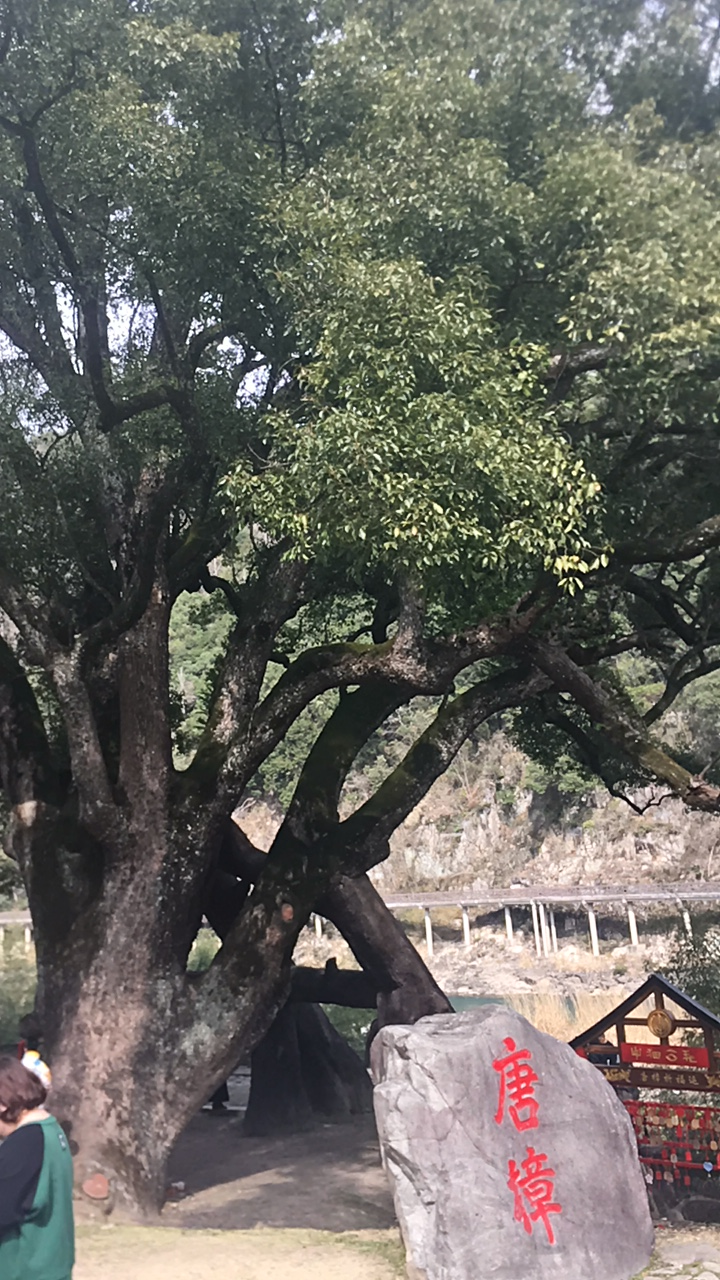
大钧唐樟

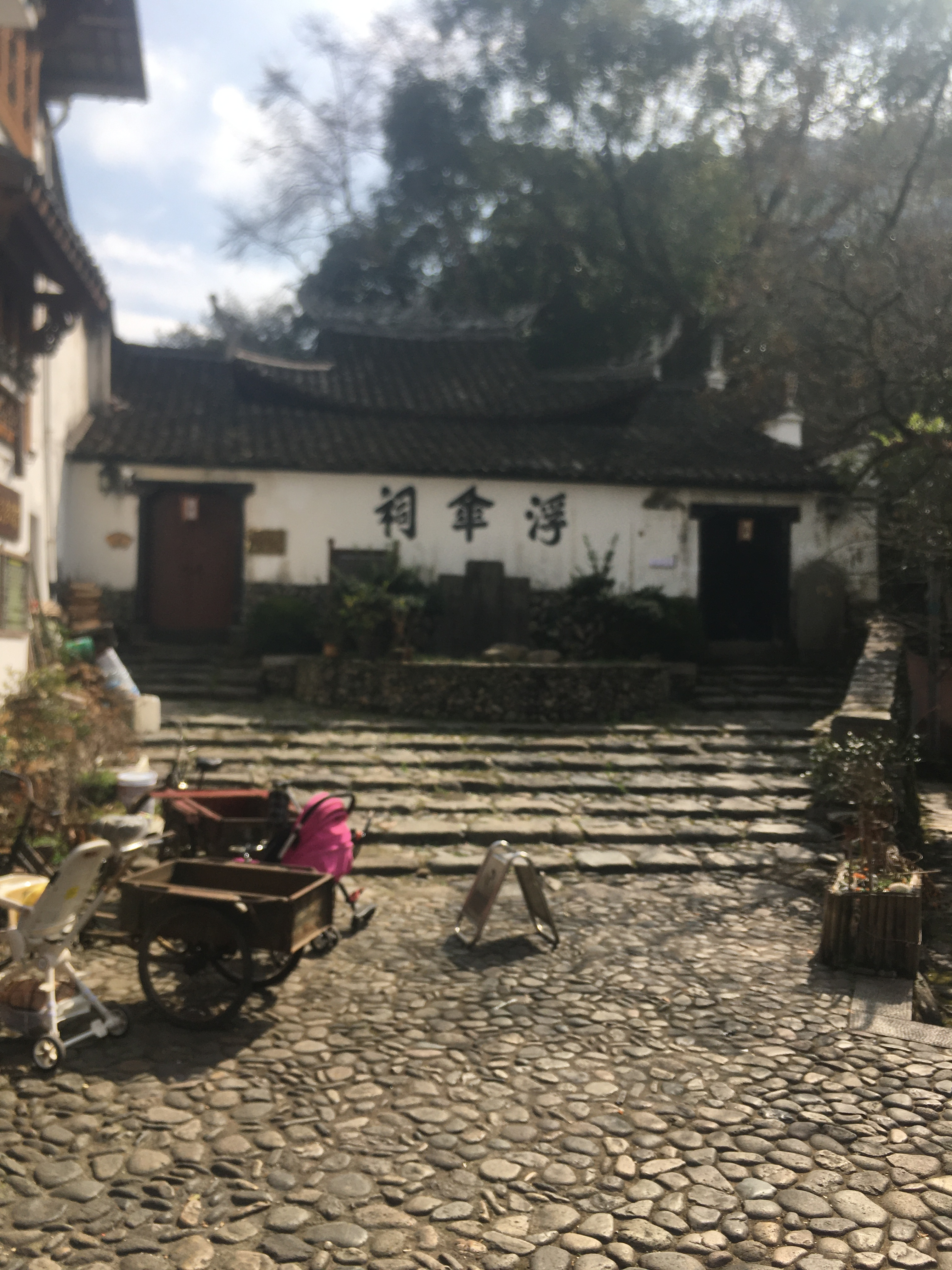
大钧浮伞祠